# Hermann Zittmayr

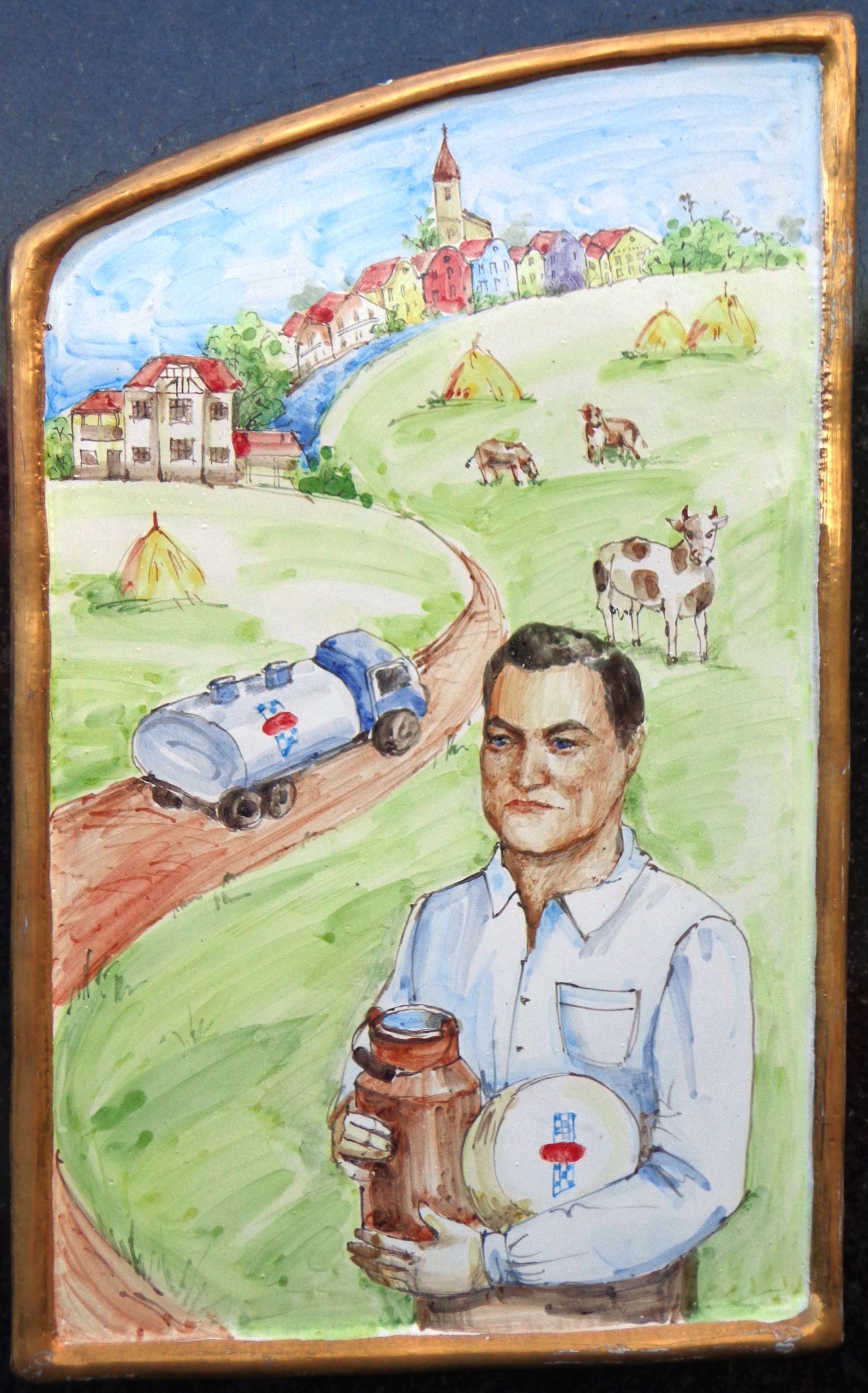
Porträt Hermann Zittmayrs auf seinem Grabstein in Schärding

Hermann Zittmayr (* 19. September 1926 in Enns; † 26. Juli 2001 in Linz) war ein österreichischer Wirtschaftsmanager und Politiker (ÖVP). Er war von 1966 bis 1986 Abgeordneter zum Nationalrat und langjähriger Chef des Schärdinger Molkereiverbandes.
Zittmayr wurde als Sohn eines Landwirts geboren und wuchs am Hof in Volkersdorf 8 auf. Er besuchte von 1932 bis 1936 die Volksschule und schloss 1940 die Hauptschule ab. Danach wechselte er an die Höhere Landwirtschaftliche Lehranstalt Francisco Josephinum, die er 1944 mit der Matura beendete. Zittmayr wurde daraufhin zum Reichsarbeitsdienst eingezogen und diente in der Wehrmacht, wobei er 1945 aus der amerikanischen Kriegsgefangenschaft entlassen wurde.
Nach seiner Rückkehr arbeitete er auf dem elterlichen Hof und studierte von 1946 bis 1951 an der landwirtschaftlichen Fakultät der Hochschule für Bodenkultur in Wien. Er schloss sein Studium 1951 mit der Promotion zum Dipl.-Ing. Dr. ab und arbeitete danach ab 1951 als Adjunkt in der Harrachschen Güterverwaltung in Bruck an der Leitha. 1952 wurde er Wirtschaftsberater der Landwirtschaftskammer Oberösterreich und arbeitete bis 1953 als Wirtschaftsberater der Bezirksbauernkammern Urfahr und Gmunden. In der Folge wechselte Zittmayr 1954 als Sekretär zur Bezirksbauernkammer Gmunden, 1959 nahm er eine Stelle als Referent der betriebswirtschaftlichen Abteilung der Landwirtschaftskammer für Oberösterreich auf.
1961 trat er in den Dienst des Schärdinger Molkereiverbandes, wobei er 1964 Geschäftsführer und mit dem Titel „Direktor“ bedacht wurde. 1969 wurde er zum „Zentraldirektor“ ernannt, 1973 zum „Generaldirektor“. Daneben war Zittmayr ab 1965 Geschäftsführer der Schärdinger Milchhallen-Gesellschaft, ab 1975 Geschäftsführer der Molkerei-, Betriebs- und Handelsgesellschaft m.b.H., ab 1976 Geschäftsführer der Vieh und Fleisch Ges.m.b.H. Linz und ab 1976 Geschäftsführer der Molkona-Molkeverwertungsgesellschaft m.b.H., wobei Zittmayr Schärdinger mit dem Molkereiverband Mauerkirchen und der Molkona fusionierte. 1985 übernahm Zittmayr auch die Geschäftsführung der zugekauften Agentur Stockinger.
Zittmayr vertrat die ÖVP vom 30. März 1966 bis zum 16. Dezember 1986 im Nationalrat.

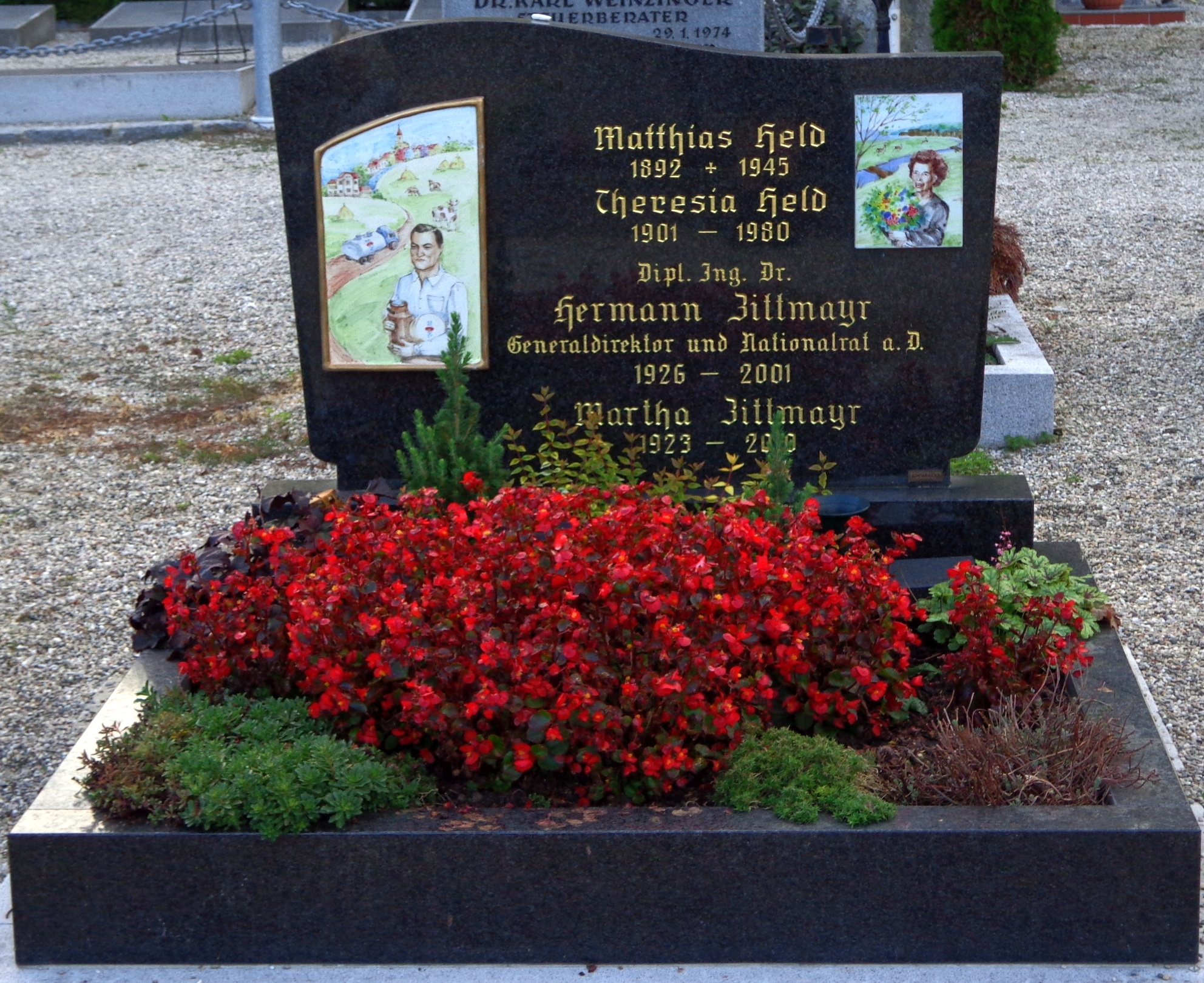
Grab Hermann Zittmayrs auf dem Stadtfriedhof Schärding

1990 wurde auf Betreiben Zittmayrs die Austria Milch- und Fleischvermarktung gegründet, um die Produktion und den Absatz der österreichischen Milchwirtschaft, aber auch von fleischverarbeitenden Betrieben auf den Wettbewerb in einem größeren Wirtschaftsraum einzustellen. Der Konzern wurde durch den Zusammenschluss von insgesamt sechs Molkereiverbänden mit 1.800 Mitarbeitern ins Leben gerufen, wobei der Schärdinger Molkereiverband 47,68 % und Agrosserta 25,07 % der Anteile hielten. 1992 wurde Zittmayr zum Ehrenbürger der Universität für Bodenkultur Wien ernannt. Nach der Gründung der AMF wurden zahlreiche Umstrukturierungs- und Rationalisierungsmaßnahmen durchgeführt, und 1993 erwirtschaftete die AMF-Gruppe mit inzwischen 4.200 Mitarbeitern einen Umsatz von 27,5 Milliarden Schilling.
Managementfehler brachten für die AMF trotz weitreichender Veränderungen eine neue Wettbewerbssituation, durch welche die lange Zeit florierenden Firmen unter wirtschaftlichen Druck gerieten. 1994 wies die Bilanz des AMF-Konzerns bereits Verbindlichkeiten in der Höhe von 8 Milliarden Schilling aus. Nach dem Scheitern der AMF kaufte die neugegründete Berglandmilch die Milchaktivitäten und dazugehörigen Markenrechte und nahm zum Jahreswechsel 1995/1996 die Produktion auf. Die folgenden Jahre waren geprägt von einem straffen Restrukturierungs- und Modernisierungsprogramm. Von den ursprünglich 27 Standorten der an der AMF beteiligten Molkereien wurden 20 schließlich geschlossen bzw. zusammengelegt, was den Verlust zahlreicher Arbeitsplätze mit sich brachte. Auch der seit 1911 bestehende Sitz des Schärdinger Molkereiverbandes in Schärding am Inn wurde dabei komplett aufgegeben, die verbliebene Belegschaft abgebaut und die Liegenschaften verkauft.